# Estadi Son Bibiloni
La Ciutat Esportiva Antonio Asensio és l'actual terreny de joc del RCD Mallorca B i el camp d'entrenament del Reial Club Esportiu Mallorca.
El filial del Reial Club Esportiu Mallorca l'utilitza com a estadi dels partits des de l'any 2007, quan el club va deixar definitivament l'Estadi Lluís Sitjar.
En 1997, sota la presidència de Bartomeu Beltrán, es compren prop de 67 000 m² de terreny en la finca de Son Bibiloni, molt prop de Palma, concretament en el km. 8 de la carretera que condueix a Sóller. En aquests terrenys, es construiria el que sense cap tipus de dubtes és el major patrimoni de club; la “Ciutat Esportiva Antonio Asensio”. L'encarregat de realitzar el projecte va ser l'arquitecte Guillem Reynés.
Va ser a l'agost de 1998, quan per fi la ciutat esportiva veu la llum, durant l'etapa d'Antonio Asensio (propietari del club) i Mateu Alemany.
En aquests excel·lents camps d'entrenament, dignes d'un gran equip de primera divisió, realitzen les seves tasques diàries el primer i segon equip, a més d'equips filials. Equips tan significatius com la Selecció Alemanya o l'Inter de Milà han fet aquí les seves concentracions.
Les instal·lacions, consten de quatre camps de futbol reglamentaris d'herba, zona d'entrenament per a porters, gimnàs, sauna, piscina climatizada, zona mèdica i sala de premsa.
La ciutat esportiva de Son Bibiloni, èxits esportius a part, és un dels majors assoliments del RCD Mallorca en la seva història.